# 賽萊努斯·薩摩尼古斯
昆圖斯·賽萊努斯·薩摩尼古斯（拉丁語：Quintus Serenus Sammonicus，—212年）是一名古羅馬知識分子，也是羅馬皇帝卡拉卡拉和蓋塔的導師，後來捲入致命的政治風波；他還寫了一部醫學說教書《醫學全書》（Liber Medicinalis），現存形式可能不完整，還有許多失傳的作品。

## 研究成果及影響

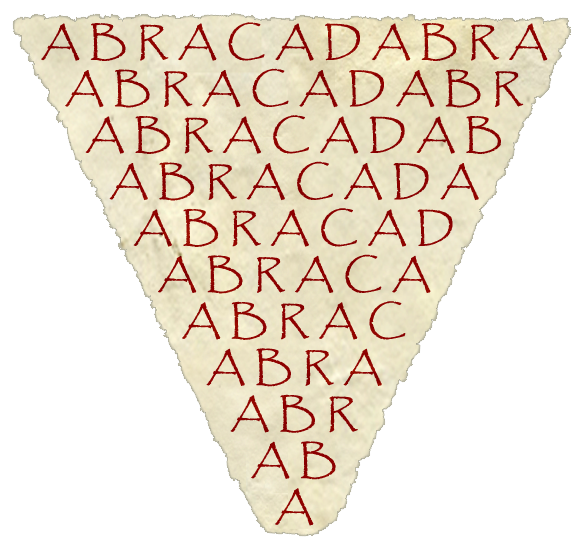
賽萊努斯主張用「阿布拉卡達布拉」作為給病患配戴的驅逐疾病的護符

賽萊努斯是「一個典型的擬古主義時代文人，是弗朗托和格利烏斯當之無愧的繼承人，他的社會等級和地位與當時對語法的熱情和對古代知識的掌握密切相關。」根據馬克羅比烏斯的說法，他在《農神節》中參考了他的作品，他是「他那個時代的博學之士」。莫魯斯·塞爾維烏斯·諾拉圖斯和亞挪比烏都利用他的博學來達到自己的目的他擁有一個6萬冊藏書的圖書館。
他被引用最多的作品是《Res reconditae》，至少有五本書，其中只有片段的引文被保存下來。現存的作品《醫學全書》共1115條，包含一些從老普林尼和迪奧斯科里德斯那裡借來的流行療法，以及各種魔法配方，其中包括著名的阿布拉卡達布拉，作為發燒和痛症的治療手段。該書最後描述邦都的米特里達梯六世的著名解藥。
它在中世紀被大量使用，對古代流行醫學的歷史很有價值，句法和格律都非常正確。根據不可靠的《羅馬帝王紀》，他是一位著名的醫生和博學家，212年12月與蓋塔的其他朋友一起被處死，當時他在其兄弟被刺殺後不久被卡拉卡拉邀請參加一個宴會。
《醫學全書》的第一個印刷版本是由喬瓦尼·蘇爾皮西奧·達·維羅利在1484年之前編輯的。

## 來源
- August Baur, Quaestiones Sammoniceae (Giessen, 1886)
- Martin Schanz（英语：Martin Schanz）, Geschichte der römischen Literatur, iii. (1896)
- Teuffel（英语：Wilhelm Siegmund Teuffel）, History of Roman Literature (Eng. trans., 1900), 374, 4, and 383.